# Mesnil-sous-Vienne
Mesnil-sous-Vienne è un comune francese di 134 abitanti situato nel dipartimento dell'Eure nella regione della Normandia.

## Società

### Evoluzione demografica
Abitanti censiti